# WOW! Nachricht aus dem All
Wow! Nachricht aus dem All ist ein deutscher Familienfilm von der Münchner Produktionsfirma SAM Film, nach einem Drehbuch von Marc Meyer und in der Regie von Felix Binder. Kinostart in Deutschland war am 14. Dezember 2023.

## Handlung
Die elfjährige Billie liebt den Weltraum und alles, was damit zusammenhängt. Kein Wunder, schließlich ist ihre Mutter selbst Astronautin. Gemeinsam mit ihrem Freund Dino baut Billie ein Radioteleskop, das tatsächlich Signale empfängt. Leider glaubt niemand den Kindern, dass sie wirklich mit Aliens kommunizieren. Also forschen die beiden weiter, bis sie sich auf das Gelände der Europäischen Weltraumorganisation ESA schleichen. Während Billie und Dino sich vor Wachleuten verstecken, bemerken sie nicht, dass sie in einer Rakete sitzen, die in den Weltraum fliegen soll.

## Produktion
Der deutsche Regisseur Felix Binder, der bereits die Verfilmung der Serie Club der roten Bänder inszenierte, übernahm den Film nach dem Drehbuch von Marc Meyer. Die Hauptrollen der beiden Kinder werden dabei von den Jungschauspielern Ava-Elizabeth Awe, die hier in ihrer ersten großen Rolle zu sehen ist, und Felix Nölle übernommen.
Produziert wurde das Projekt von Ewa Karlström, Andreas Ulmke-Smeaton und Bernd Schiller.
Das gleichnamige Buch zum Film erscheint am 29. November 2023 im Carlsen Verlag.

## Auszeichnungen
Die Deutsche Film- und Medienbewertung hat den Film mit dem Prädikat „Besonders wertvoll“ ausgezeichnet. In ihrer Begründung bezeichnet die Jury den Film als „Abenteuer und Detektivgeschichte, Weltraumabenteuer und Freundschaftsfilm. Kurz: ein Familienspaß, von dem tatsächlich auch große Zuschauer etwas mit nach Hause nehmen werden.“